# Construccions de pedra seca XII (el Vilosell)
Construccions de pedra seca XII és una obra del Vilosell (Garrigues) inclosa a l'Inventari del Patrimoni Arquitectònic de Catalunya.

## Descripció
És una cabana de pedra seca feta a partir de carreus sense treballar a excepció de la llinda i els muntants, que són grans pedres ben escairades. La coberta és una volta apuntada, contràriament a la resta de les del municipi, de volta de canó. Està orientada cap a nord-est i ubicada d'esquena a un coster, així la seva construcció resultà més fàcil. Al seu interior hi ha una menjadora pels animals, un racó on es feia foc a terra i un armari. Aquesta cabana és ja de menors dimensions. Degut a la proximitat amb el poble, no es feia necessari que el pagès hi fes nit, de manera que només es feia servir durant el dia.